# Ramat Pašchur
Har Akbara (hebrejsky: רמת פשחור) je hora o nadmořské výšce 616 metrů v Izraeli, v Horní Galileji.
Leží na jižním okraji města Safed. Má podobu výrazného, z velké části zalesněného hřbetu, který je na západní straně ohraničen hlubokým údolím vádí Nachal Amud, na straně východní údolím vádí Nachal Akbara, přes které vede na severovýchodním okraji hory Most Akbara. S výškou 65 metrů jde o nejvyšší most v Izraeli. Nedaleko od mostu leží na východním úbočí hory i vesnice Akbara, v současnosti administrativně začleněná do města Safed. Hora je turisticky využívána.